# Rudolf Mirbt

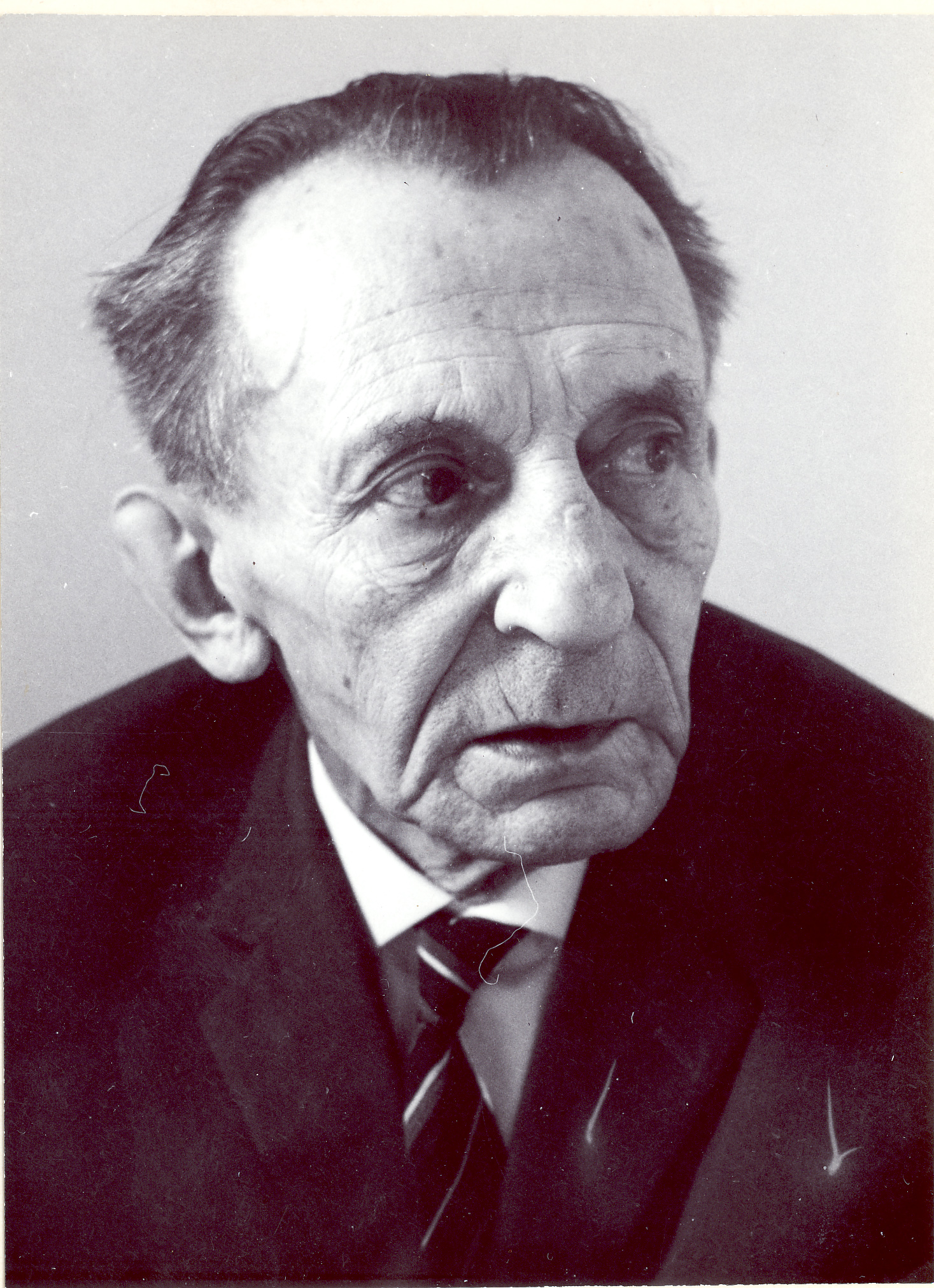
Rudolf Mirbt, 1966

Rudolf Mirbt (* 24. Februar 1896 in Marburg, Hessen; † 4. Dezember 1974 in Feldkirchen-Westerham, Oberbayern) war ein deutscher Pädagoge, Schriftsteller, Dramatiker und Publizist. Er war ein Förderer des von Martin Luserke maßgeblich initiierten Darstellenden Spiels (Laienspiel) an deutschen Schulen und in der Jugendbewegung.

## Familie
Rudolf Mirbt war viertes Kind des evangelischen Kirchenhistorikers Carl Theodor Mirbt. Sein ältester Bruder ist der Jurist Hermann Mirbt. Sein jüngerer Bruder ist der Landwirtschaftsberater Carl Alexander Mirbt (1902–1975), der ab 1938 britischer Staatsbürger war.

## Ausbildung
Nach dem Besuch des Gymnasiums in Marburg studierte Rudolf Mirbt an der Georg-August-Universität in Göttingen und an der Justus-Liebig-Universität in Gießen ohne einen akademischen Abschluss zu erlangen.

## Berufliche Entwicklung
Danach war er zunächst als Buchhändler im niederschlesischen Breslau tätig. Ab 1927 übernahm er dort die Funktion des Geschäftsführers des Schlesischen Evangelischen Volksbildungsausschusses. Ab 1932 war er Leiter der Literarischen Abteilung des Senders Schlesische Funkstunde (SFS) Breslau.
Im April und Mai 1931 reiste er, der russischen Sprache unkundig, in die Sowjetunion. Danach verfasste er ein Buch über seine Reiseeindrücke, das im Dritten Reich verboten wurde. Mirbt schildert darin u. a. seine Moskauer Begegnungen und Gespräche mit dem deutschen Theaterpädagogen, Regisseur und Theaterintendanten Erwin Piscator, aber auch mit dem Sohn des österreichischen Generalkonsuls, dem Wiener Korrespondenten Nikolaus Basseches (1895–1961), der sich häufig mit Walter Benjamin getroffen hatte. Außerdem sprach Mirbt mit dem Journalisten, Schriftsteller und Publizisten (1933) Artur W. Just (1896–1955) oder mit Wilhelm Baum, dem Presseattachée der deutschen Botschaft in Moskau.
1934 wechselte Mirbt von Breslau zur Mittelstelle für deutsches Auslandsbüchereiwesen (früher: Zentralstelle für deutsche Auslandsbüchereien) nach Berlin.
Nach dem Ende des Zweiten Weltkrieges arbeitete Mirbt zunächst als freier Schriftsteller. 1953 wurde er Fachberater für musische Erziehung an den Höheren Schulen Schleswig-Holsteins mit Sitz in Kiel. Zusätzlich erhielt er einen Lehrauftrag an der Pädagogischen Hochschule in Kiel und leitete das Kieler Spielleiterseminar mit.

## Nebenberufliche Engagements
Mirbt war einer der Förderer des deutschen Laienspiels. Von der Jugendbewegung ausgehend, begann Mirbt in den 1920er Jahren im Münchener Jugendring. Bis 1938 gab er dort die Reihe Münchener Laienspiele heraus. Später war er der Herausgeber der Bärenreiter-Laienspiele und der Zeitschrift Laienspielgemeinde. Auf seine Initiative geht die Gründung der Bundesarbeitsgemeinschaft Spiel und Theater in Frankfurt am Main im Jahr 1953 zurück.

## Werke (Auswahl)
- Gevatter Tod. Ein Spiel der Liebe. Christian Kaiser Verlag, München 1923.
- Die Bürger von Calais. Das Spiel eines Volkes. Christian Kaiser Verlag, München 1925.
- Münchener Laienspiele. Christian Kaiser Verlag, München 1928.
- Möglichkeiten und Grenzen des Laienspiels. Christian Kaiser Verlag, München 1928.
- Münchener Laienspiel-Führer. Eine Wegweisung für das Laienspiel und für mancherlei andere Dinge. Christian Kaiser Verlag, München 1930.
- Die Reportage des Todes. Christian Kaiser Verlag, München 1931.
- Sowjetrussische Reiseeindrücke. Christian Kaiser Verlag, München 1932.
- Das Feiertagsspiel. Ein chorisches Gegenwartsspiel. Christian Kaiser Verlag, München 1932.
- Volksspiel und Kunst (Laienspiel). In: Das Nationaltheater. Vierteljahresschrift des Bühnenvolksbundes. Band 5, 1932/33, S. 19–24.
- Das deutsche Herz. Ullstein Verlag, Berlin 1934.
- Dankkundgebung an die deutschen Abstimmungsgebiete. Ein volksdeutsches choristisches Spiel. In: Volksdeutsche Festspiele. Heft 7. Volksbund für das Deutschtum im Ausland; VDA-Wirtschaftsunternehmen (Hrsg.), Berlin 1934.
- Das Laienspiel. In: Das deutsche Drama in Geschichte und Gegenwart. Band 6, 1934, S. 123–127.
- Die Männer von Calais. In: Das deutsche Drama in Geschichte und Gegenwart. Band 6, 1934, S. 190–192.
- Stimme des Volkes. Dankkundgebung an die deutschen Abstimmungsgebiete. Christian Kaiser Verlag, München 1935.
- Das Urner Spiel von Wilhelm Tell. Ein Bauernspiel. Christian Kaiser Verlag, München 1936.
- Die Judasspieler. Christian Kaiser Verlag, München 1937.
- 15 Jahre Münchener Laienspiele, Christian Kaiser Verlag, München 1938.
- Passion. Bärenreiter-Verlag, Kassel 1949.
- Weihnachtsspiel aus dem Baierischen Wald. Bärenreiter-Verlag, Kassel 1950.
- Kleiner Führer durch die Bärenreiter-Laienspiele. Bärenreiter-Verlag, Kassel 1951.
- Von der eigenen Gebärde. Ein Laienspielbuch in 26 Beispielen. Don Bosco Verlag, München 1951.
- Der Bärenreiter Laienspiel-Berater. Ein Wegweiser in das Darstellende Spiel und seine Nachbarschaften. Bärenreiter-Verlag, Kassel 1959.
- Laienspiel und Laientheater. Vorträge und Aufsätze aus den Jahren 1923–1959. Bärenreiter-Verlag, Kassel 1960.
- Die Sprache der Bilder (Eigene Erfahrungen mit dem Laienspiel). In: Namen und Werke. Biographien und Beiträge zur Soziologie der Jugendbewegung. Band 3, 1975, S. 245–248.